# Druiventrosinktvlekje
Het druiventrosinktvlekje (Cheirospora botryospora) is een schimmel behorend tot de familie Mollisiaceae.

## Kenmerken
De schimmel produceert conidiomata met een diameter tot 400 µm. Deze zijn acervulair en bevinden zich onder de buitenste laag van het Peridium. De wand is samengesteld uit verstrengelde hyfen. Conidioforen zijn lang, vertakt alleen aan de basis, dunwandig en flexibel, enigszins uitgezet aan de top. Conidiogene cellen worden gevormd uit de bovenste twee of drie cellen van de conidiofoor, vertakkend lateraal en terminaal, en vormen een enkele verspreidingseenheid tot 35 µm in diameter binnen een gemeenschappelijke gelatineus omhulsel. Conidia bestaan uit maximaal zes centrale cellen, elk met verschillende korte laterale knopachtige vertakkingen die op hun beurt kunnen uitbotten tot een bolvormige tot cilindrische massa van kleine bruine gladde aseptaat sferische cellen tot 5 µm in diameter.

## Verspreiding
In Nederland komt het druiventrosinktvlekje uiterst zeldzaam voor.